# Cynometra hostmanniana
Cynometra hostmanniana är en ärtväxtart som beskrevs av Louis René Tulasne. Cynometra hostmanniana ingår i släktet Cynometra, och familjen ärtväxter. Inga underarter finns listade i Catalogue of Life.